# 流村镇
流村镇是中国北京市昌平区下辖的一个镇，位于昌平的西北部山区，地域辽阔，距北京市区约45公里。

## 行政区划
流村镇下辖以下村级单位：
北庄村、下店村、上店村、南流村、西峰山村、北流村、新建村、白羊城村、古将村、黑寨村、王家园村、高崖口村、韩台村、北照台村、郎儿峪村、菩萨鹿村、发电站村、漆园村、瓦窑村、新开村、溜石港村、小水峪村、王峪村、老峪沟村、马刨泉村、黄土洼村、禾子涧村和长峪城村

## 中国传统村落
2013年8月，长峪城村获批第二批中国传统村落。